# Divinka
Divinka este o comună slovacă, aflată în districtul Žilina din regiunea Žilina, pe malul râului Váh. Localitatea se află la altitudinea de 327 m deasupra n.m., se întinde pe o suprafață de 5,17 km2 și în 2017 număra 1.024 de locuitori.

## Istoric
Localitatea Divinka este atestată documentar din 1393.

## Demografie
| An:                | 1994 | 2004   | 2014    | 2024   |
| ------------------ | ---- | ------ | ------- | ------ |
| Număr de persoane: | 793  | 851    | 1040    | 1015   |
| Diferență:         |      | +7,31% | +22,20% | −2,40% |

| An:                | 2023 | 2024   |
| ------------------ | ---- | ------ |
| Număr de persoane: | 1013 | 1015   |
| Diferență:         |      | +0,19% |